# Omnitel
Omnitel war der größte litauische Mobilfunk-Betreiber. Omnitel verfügte in Litauen über einen Marktanteil von 51 % bei Mobilfunk- und 52 % Mobilinternetkunden (2006).

## Geschichte
Im Jahr 1991 wurde Litcom von Juozas Kazickas und von Viktoras Gediminas Gruodis gegründet. Litcom war die erste private Telekommunikationsgesellschaft in Osteuropa. 1995 startete Omnitel als erstes in Litauen die GSM-Kommunikation und führte zusätzlich Internet-Dienste ein. Seit 2001 war Omnitel damit eines der größten Mobilfunkunternehmen in den baltischen Staaten. 2004 wurde Omnitel von Teliasonera (später Telia Company) übernommen. Insgesamt zahlte TeliaSonera 488,1 Millionen Euro an Omnitel. Bis zum Schluss besaß TeliaSonera 100 % der Omnitel-Aktien. 2006 bot Omnitel UMTS-Dienstleistungen an. Seit dem 28. April 2011 bot Omnitel 4G an. Im Mai 2011 bekam Omnitel ein neues Logo.
Im Jahr 2017 fusionierte die Firma mit TEO LT zu Telia Lietuva. Die Firma ist nun ein vollständiges Tochterunternehmen der Telia Company.

## Leitung
- 2000–2013: Antanas Juozas Zabulis
- 2013–2017: Dan Strömberg